# Procladius heterocerus
Procladius heterocerus är en tvåvingeart som beskrevs av Jean-Jacques Kieffer 1922. Procladius heterocerus ingår i släktet Procladius och familjen fjädermyggor.
Artens utbredningsområde är Tyskland. Inga underarter finns listade i Catalogue of Life.